# Чеда Милосављевић
Чедомир Чеда Милосављевић (Стојник, код Сопота, 6. април 1898 — Златибор, 30. новембар 1941) био је учитељ и учесник Народноослободилачке борбе.

## Биографија
Рођен је 6. априла 1898. године у селу Стојник на Космају. После завршене основне школе у родном месту, уписао је Учитељску школу у Београду. Почетком Првог светског рата, 1914. године, као добровољац се пријавио у Војску Краљевине Србије и заједно са њом учествовао у повлачењу преко Албаније. Године 1915. налазио се на острву Крфу, одакле је отишао у Француску.
У Француској је наставио и завршио школовање за учитеља. Током школовања дошао је у додир са француском социјалистичком омладином. Године 1919. се вратио у новоосновану Краљевину Срба, Хрвата и Словенаца, а идуће године постао је члан Комунистичке партије Југославије (КПЈ).
После доношења Обзнане и забране Комунистичке партије, по казни је, као учитељ стално премештан из места у место и то у најзабаченијим деловима Србије. После успостављања дипломатских односа између Краљевине Југославије и Савеза Совјетских Социјалистичких Република, 1940. године, радио је на оснивању „Друштва пријатељства Југославија - СССР“, у којем је вршио дужност секретара.
После Априлског рата и окупације Краљевине Југославије, 1941. године, радио је на прикупљању оружја и у другим стварима у току припрема оружаног устанка у Азбуковици и Рађевини. Заједно са доктором Мишом Пантићем и шпанским борцем Жикицом Јовановићем Шпанцем учествовао је у стварању Рађевачке партизанске чете, која је формирана крајем јуна 1941. године и која је касније ушла у састав Ваљевског партизанског одреда.
Заједно са Рађевачком четом учествовао је 7. јула 1941. године у Белој Цркви, код Крупња, у првој устаничкој акцији у Србији. У чети је најпре био члан војно-политичког руководства и секретар партијске ћелије. Септембра 1941. године постављен је за политичког комесара Рађевачког партизанског батаљона, који се такође налазио у саставу Ваљевског партизанског одреда.
У борби против Немаца, код Љубовије, био је тешко рањен и пренесен у партизанску болницу у Ужицу. Крајем новембра 1941. године, док су се Немци надирали ка Ужицу, партизанска болница је евакуисана на Златибор. Припадници немачке 342. пешадијске дивизије, су 30. новембра заробили око 150 партизанских рањеника, међу којима се налазио и Миша, и све их побили.
Указом Председништва АВНОЈ-а постхумно је 6. јула 1945. одликован Орденом заслуга за народ првог реда. Јула 1951. године, поводом обележавања десетогдишњице Дана устанка народа Србије, у Белој Цркви му је подигнут споменик, рад вајара Стевана Боднарова.